# 博略 (涅夫勒省旧市镇)
博略（法語：Beaulieu，法語發音：[boljø] ⓘ）是法国涅夫勒省的一个旧市镇，属于克拉姆西区。2016年，博略与市镇栋皮埃尔叙埃里、米绍格合并为新的博略。

## 地理
博略（47°15'23"N, 3°31'38"E）面积4.95 平方千米，位于法国勃艮第-弗朗什-孔泰大區涅夫勒省，该省份为法国中部省份，北至约讷省，西北接卢瓦雷省，西接谢尔省，南至阿列省，东南接索恩-卢瓦尔省，东临科多尔省。
与博略接壤的市镇（或旧市镇、城区）包括：莫拉什、埃里、吉皮、讷伊、伯夫龙河畔布里农、栋皮埃尔叙埃里、米绍格。

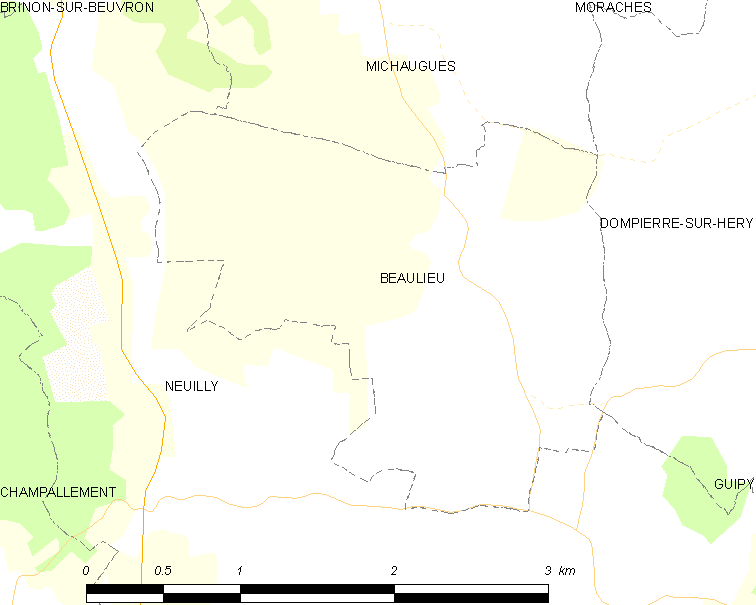
的OSM定位图

博略的时区为UTC+01:00、UTC+02:00（夏令时）。

## 行政
博略的邮政编码为58420，INSEE市镇编码为58026。

## 政治
博略所属的省级选区为科尔比尼县。

## 人口

1962-2008年间人口变化图示

博略于2018年1月1日时的人口数量为25人。